# Cronoscalata
La cronoscalata è una competizione contro il tempo su un percorso in salita, evento tipico nel campo delle corse ciclistiche, motociclistiche e automobilistiche.

## Cronoscalate automobilistiche

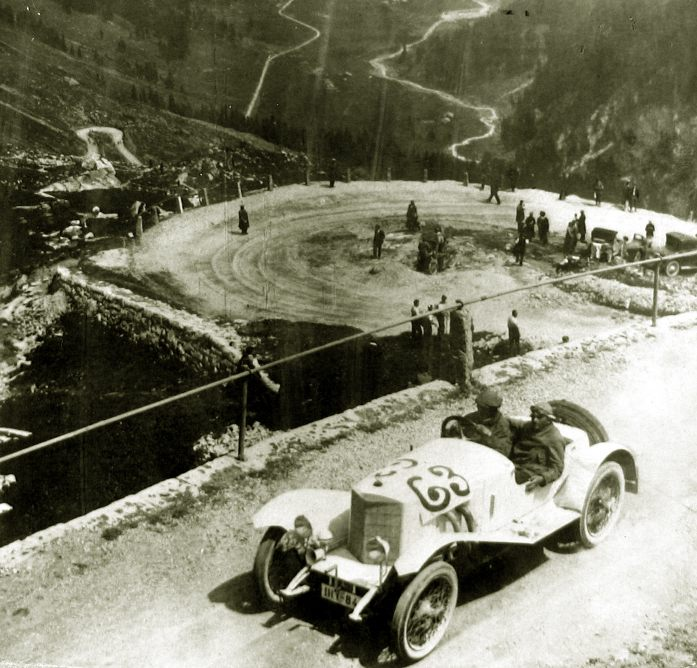
Esempio di cronoscalata automobilistica del 1923

Cronoscalata è il termine per indicare una competizione automobilistica che pone come obiettivo la "scalata" di una strada in salita con un tempo di percorrenza. Diffuse sul tutto il territorio nazionale e con un enorme seguito di pubblico, le cronoscalate automobilistiche sono fra le gare automobilistiche stradali più seguite insieme alla disciplina del Rally. La particolare conformazione montuosa dell'Italia fa sì che in quasi tutte le regioni si svolgano queste competizioni. Diversi campionati vengono disputati, in particolare il più seguito è il CIVM (Campionato Italiano Velocità Montagna).

Una gara di velocità in salita deve svolgersi su una strada asfaltata o sterrata chiusa al traffico per l'occasione. La strada scelta deve essere principalmente in salita e non deve presentare tratti di discesa. La tortuosità del tratto deve essere elevata ma non eccessiva come nelle Prove Speciali dei Rally. Anche la superficie stradale deve essere piuttosto levigata rispetto a quella di un Rally. La sicurezza del tratto deve essere ottima con guardrail lungo tutto il percorso e i punti più pericolosi devono essere appositamente allestiti in modo limitare il rischio. La lunghezza del tratto può variare da gara a gara. L'evento si svolge con manche di prova al mattino non valide ai fini della classifica che servono ai piloti per memorizzare il tracciato. Al pomeriggio si svolgono le manche di gara valide per la classifica. I piloti partono scaglionati a qualche decina di secondi l'uno dall'altro e una fotocellula rileva il tempo di ognuno decretando il più veloce.

Tracciato della Pikes Peak International Hill Climb

Nelle gare di velocità in salita sono ammesse tutte le categorie di auto da Rally più varie classi di auto derivate da modelli di serie, GT, Sport Prototipo, e Monoposto. Le auto preparate per queste gare come le auto della velocità su pista non sono dotate di targhe e al contrario delle auto da Rally non sono immatricolate. Le velocità massime e medie raggiunte nella maggior parte di queste gare sono molto elevate, nettamente superiori a quelle raggiunte nelle gare di Rally. Nei giorni precedenti alla corsa, per memorizzare la strada, i concorrenti possono percorrere il tracciato di gara aperto al traffico a piacimento, ovviamente rispettando il Codice della Strada e utilizzando auto stradali. Questo, unito al fatto di poter effettuare nel giorno della competizione una o due manches di prova con strada chiusa al traffico e auto da gara, permette di avere una conoscenza del tracciato pressoché ottimale, al contrario di quanto accade nei Rally dove la conoscenza della strada è solo parziale in quanto il regolamento vieta ai concorrenti di percorrere le strade interessate dalla manifestazione al di fuori delle ricognizioni autorizzate che si svolgono su strada aperta e auto di serie qualche giorno prima della corsa e con un numero limitato di passaggi (di solito due o tre su ogni prova speciale).
A livello europeo si svolge il Campionato Europeo Montagna, che nei decenni passati ebbe un seguito di pubblico pari a campionati di levatura mondiale quando ad esso partecipavano i migliori piloti del mondo, molti dei quali gareggiavano anche in Formula 1 e nel World Sportscar Championship. Questo accadde soprattutto negli anni sessanta, quando a causa della scarsa diffusione della televisione il modo più accessibile per seguire le gare automobilistiche era assieparsi ai lati delle strade dove si disputavano le competizioni. Non esiste un Campionato del Mondo pertanto il Campionato Europeo rappresenta da sempre l'apice della categoria. Tra piloti più vittoriosi e noti vi sono gli italiani Christian Merli, Denny Zardo, Simone Faggioli, Mauro Nesti, Fabio Danti, Franz Tschager, Giulio Regosa e Pasquale Irlando, gli spagnoli (padre e figlio) Andrés Vilariño e Ander Vilariño e il francese Lionel Régal. 
La cronoscalata più nota e prestigiosa a livello mondiale è la Pikes Peak International Hill Climb, detta anche "Corsa degli Angeli", che si svolge in Colorado, USA, snodandosi per circa 20km sulle pendici del Pike's Peak con l'arrivo posto in cima a quota 4.300 m. Detentore del record è il nove volte campione mondiale rally Sébastien Loeb che alla guida della Peugeot 208 T16 Pikes Peak nel 2013 ha stabilito il nuovo primato.
Tra le corse italiane più note e blasonate anche all'estero vi sono la Trento-Bondone, la Coppa Bruno Carotti, il Trofeo Vallecamonica, il Trofeo Luigi Fagioli e la Coppa Nissena.

## Cronoscalate motociclistiche
Le cronoscalate motociclistiche sono competizioni che si svolgono generalmente su normali strade di montagna asfaltate e chiuse al traffico per l'occasione. Queste competizioni sono assolutamente da non confondere con le "salite impossibili", specialità del fuoristrada praticata in vari paesi europei.

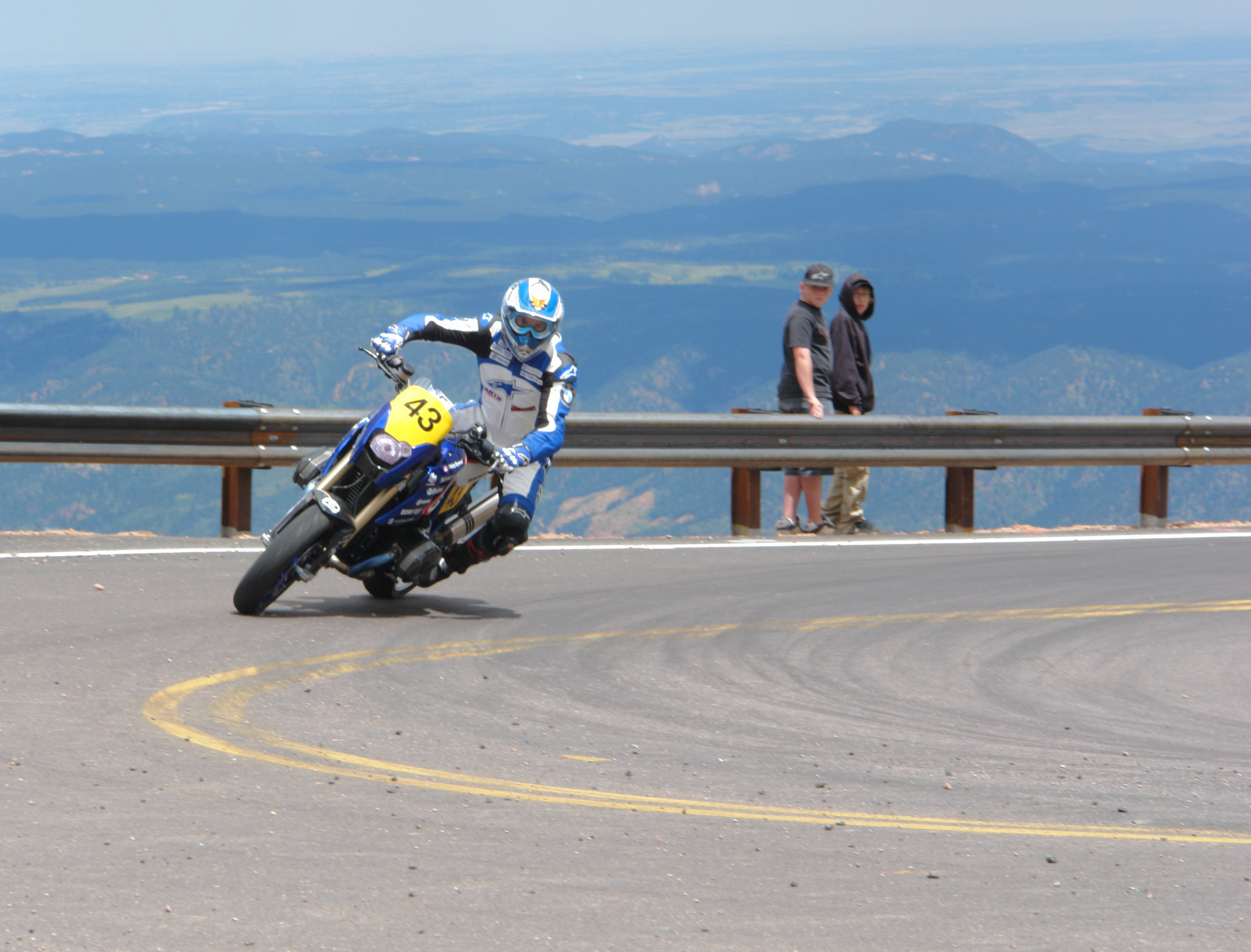
Una BMW alla Pikes Peak 2007

Si tratta di gare contro il tempo, con i concorrenti che partono uno alla volta ed eseguono la salita in solitaria. È infatti piuttosto raro che un pilota venga recuperato dal concorrente successivo durante il percorso. Sono ammesse al trofeo motociclette divise per cilindrate e tipo, scooter e sidecar.
In Italia viene regolarmente disputato un trofeo nazionale, oltre ad alcune gare non titolate e, sporadicamente, ad alcuni campionati minori. Il più importante trofeo italiano è organizzato annualmente dalla Federazione Motociclistica Italiana in collaborazione con i moto club che organizzano i singoli eventi. Per limitare la possibilità di incidenti gravi nel campionato italiano vengono monitorate le velocità medie e massime per poi escludere i percorsi troppo veloci.
La prima edizione del Campionato italiano risale al 1959. Il campionato è poi proseguito fino ad oggi, pur essendo stato declassato a "Trofeo della Montagna" dal 1989 al 2008. Dal 2010 il campionato italiano dedicato a questa specialità ha preso il nome di Campionato Italiano Velocità in Salita, mentre nel 2009 era stato denominato "Campionato Italiano della Montagna". Sono stati campioni italiani di questa specialità anche piloti del calibro di Giacomo Agostini e Angelo Bergamonti.
Oltre alle gare nazionali, esistono anche numerose gare internazionali molto famose, quali la Pikes Peak.

## Cronoscalate ciclistiche

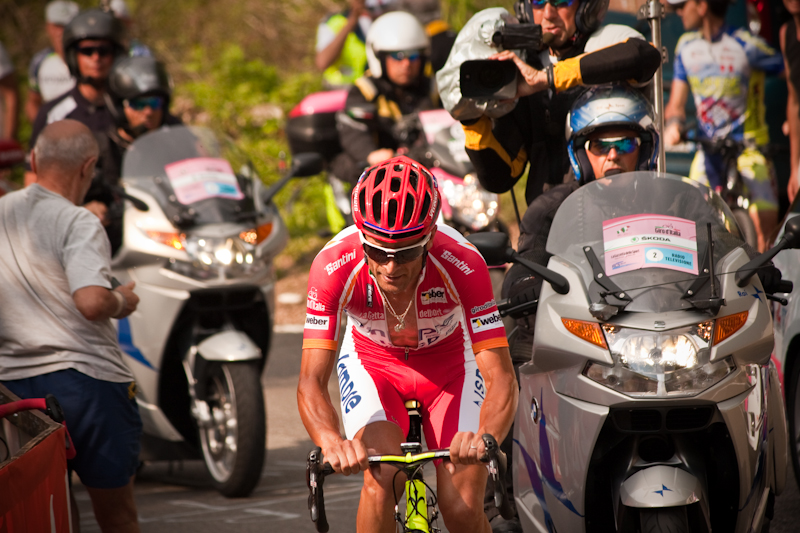
Il ciclista Scarponi durante la cronoscalata di Nevegal al Giro 2011

Esiste anche la versione ciclistica che è una competizione a cronometro nella quale tutto il percorso o una sua parte significativa è in salita. Solitamente l'arrivo è posto al termine della salita o nei suoi pressi. I corridori, come in tutte le corse a cronometro, partono uno alla volta e vengono classificati secondo il tempo impiegato da ciascuno per compiere il percorso. Generalmente le cronoscalate vengono organizzate come parte di una corsa ciclistica a tappe, ad esempio il Giro d'Italia, il Tour de France o la Vuelta a España.
Al Giro d'Italia la prima cronoscalata si corse nel 1936 con percorso da Rieti al monte Terminillo, seguita da altre 3 edizioni negli anni a seguire. Si ricorda poi in particolare un episodio avvenuto nella cronoscalata della Madonna di San Luca nel 1956: Fiorenzo Magni, che caduto in una tappa precedente si era fratturato la clavicola, corse stringendo fra i denti un pezzo di camera d'aria legato al manubrio per sopportare il dolore riuscendo a concludere il Giro al secondo posto.
Sempre al Giro d'Italia sono state proposte alcune cronoscalate nelle ultime edizioni, fra cui al Santuario di Oropa nel 2007 e a Plan de Corones nel 2008 e 2010, quella del Nevegal nel 2011, quella di Polsa 2013 e quella del Monte Grappa del 2014.